# Leonardo Araya
Leonardo Araya (15 de fevereiro de 1982) é um futebolista profissional costarriquenho que atua como defensor.

## Carreira
Leonardo Araya representou a Seleção Costarriquenha de Futebol nas Olimpíadas de 2004.